# ارنست جی استرنگلاس
 ارنست یوآخیم اشترن‌گلاس (آلمانی: Ernest J. Sternglass؛ زاده ۲۴ سپتامبر ۱۹۲۳ – درگذشته ۱۲ فوریهٔ ۲۰۱۵ ) یک فیزیک‌دان اهل آلمان-ایالات متحده آمریکا بود.